# Steinkohlenwerk Karl Marx

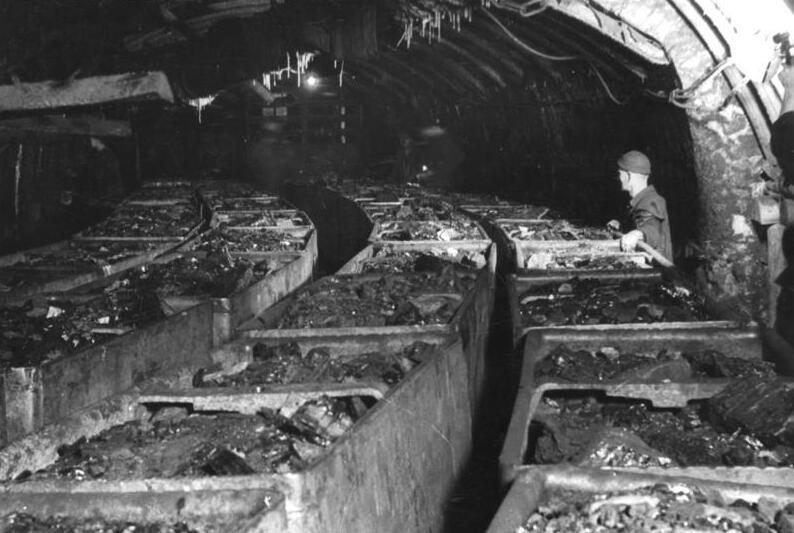
Kohlenzüge im Füllort Schacht I

Der VEB Steinkohlenwerk Karl Marx war ein Bergbauunternehmen auf Steinkohle in Zwickau, Sachsen.

## Geschichte

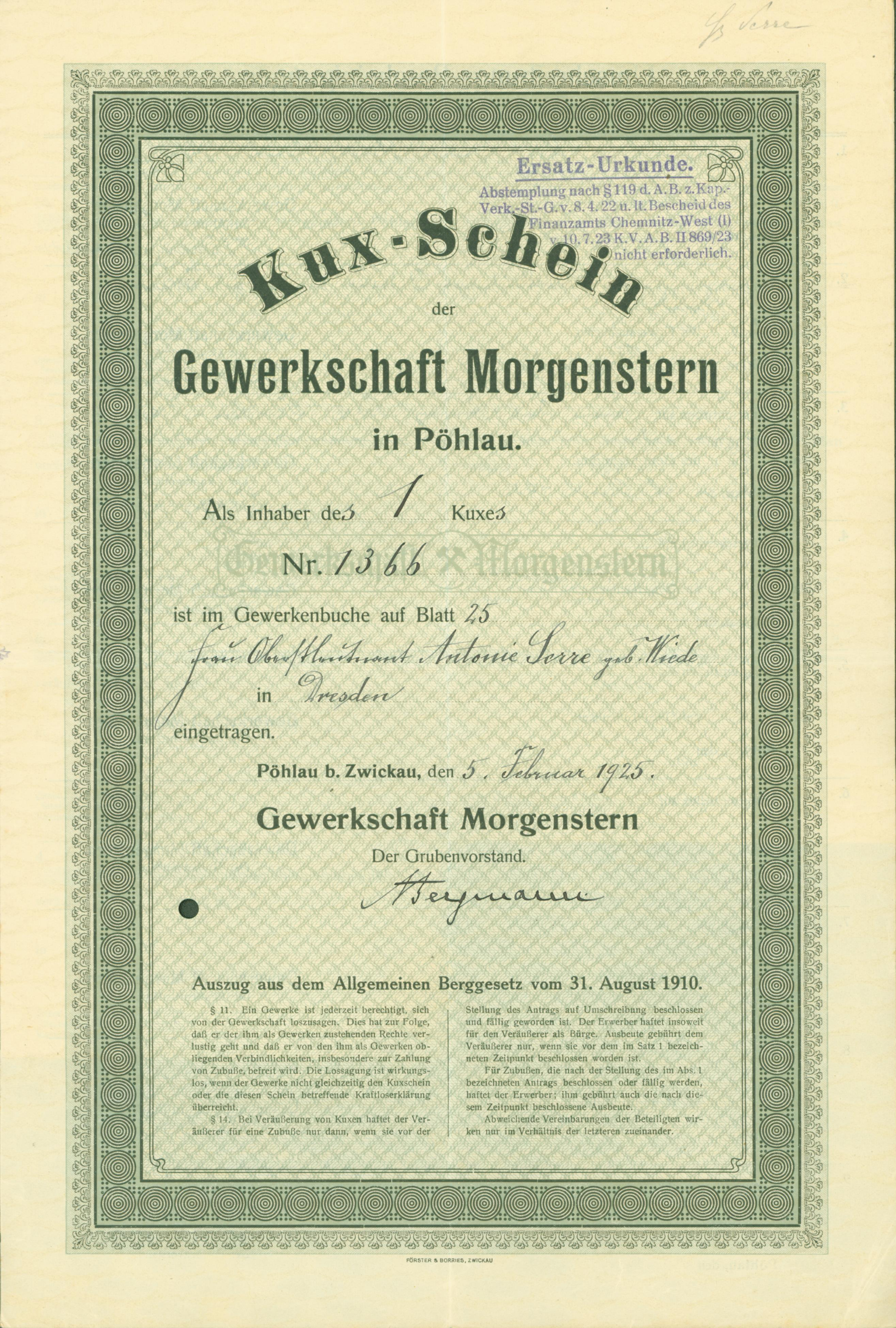
Kux-Schein der Gewerkschaft Morgenstern in Pöhlau vom 5. Februar 1925

Das Karl-Marx-Werk wurde in Zwickau am 25. Juni 1855 als Zwickauer Brückenberg-Steinkohlenbau-Verein gegründet. 1859 wurde das erste bauwürdige Flöz erbohrt. Am 10. Oktober 1859 war der Teufbeginn des Einigkeitsschachtes. Eine Woche später, am 17. Oktober 1859, war Teufbeginn des Beharrlichkeitsschachtes (Doppelschachtanlage). Teufbeginn des Ernst-Julius-Schachts war 1861.
Später wurde der Einigkeitsschacht nur noch als Brückenbergschacht I, der Ernst-Julius-Schacht als Brückenbergschacht II bezeichnet; der Beharrlichkeitsschacht wurde 1879 wieder abgeworfen. Am 1. Dezember desselben Jahres ereignete sich eine Schlagwetterexplosion im Ernst-Julius-Schacht. Dabei kamen 89 Bergleute ums Leben. Der Teufbeginn des Schachts III war 1871. Im Jahr 1873 wurde Schacht IV begonnen. Am 8. November 1874 brach die Schachtröhre durch starken Wasserzufluss zusammen und begrub 7 Arbeiter der Teufmannschaft auf der Schachtsohle des inzwischen 156 m tiefen Schachtes. Da immer weitere Gesteinsmassen nachbrachen, konnten die Arbeiter nicht gerettet werden. Schließlich wurde der Schacht aufgegeben und verfüllt, da der Bruch nicht beherrschbar war. Noch im Jahr 1874 wurde 28 m weiter südlich ein neuer Schacht IV begonnen. Der Teufbeginn der Schächte V und VI war 1872. 1879 wurden die Teufarbeiten eingestellt, da die Feldesteile, welche durch diese beiden Schächte gelöst werden sollten, inzwischen günstiger von Schacht I aus ausgerichtet werden konnten. 1893 wurden die Schächte V und VI wieder verfüllt.
Im August 1885 lieferte die Königin-Marien-Hütte in Cainsdorf für Schacht II einen neuen, eisernen Seilscheibenstuhl (Fördergerüst), der aber erst später, nach der Schaffung einer untertägigen Förderverbindung zu den Schächten I und IV, aufgestellt werden konnte. 1888 wurde dann dieses Strebenfördergerüst aufgestellt und ersetzte den bisherigen hölzernen Seilscheibenstuhl.
In den Jahren 1911/12 wurde auf Schacht I ein neues Fördermaschinengebäude für zwei Spiralkorb-Dampffördermaschinen, davon die schwächere, östliche Maschine mit 750 PS, die stärkere, westliche Maschine mit 1255 PS Leistung, gebaut. Über dem Treibehaus wurde ein dominantes gusseisernes Strebengerüst in Fachwerkbauweise errichtet, ebenfalls von der Königin-Marien-Hütte Cainsdorf.
Am 10. Februar 1920 erfolgte die Fusion mit der Gewerkschaft Morgenstern; das Werk firmiert nunmehr als Gewerkschaft Morgenstern, Betriebsabteilung Brückenberg. Durch den Volksentscheid in Sachsen 1946 enteignet, wurden die Gewerkschaft Morgenstern und der Brückenberg-Steinkohlenbau-Verein wieder getrennt. Am 1. Januar 1949 wurde der Brückenberg-Steinkohlenbau-Verein in Volkseigener Betrieb (VEB) Steinkohlenwerk Karl Marx umbenannt. Entsprechend wurden die Schächte des Werkes in Karl-Marx-Schacht I bis IV umbenannt.

## Lage
| Schacht                           | Teufbeginn | Teufe | Verwahrt | Koordinate                         |
| --------------------------------- | ---------- | ----- | -------- | ---------------------------------- |
| Einigkeitsschacht / Schacht I     | 1859       | 826   | 1969     | 50° 43′ 0,54″ N, 12° 30′ 39,73″ O  |
| Beharrlichkeitsschacht            | 1859       | 96    | 1879     | 50° 42′ 59,39″ N, 12° 30′ 38,47″ O |
| Ernst-Julius-Schacht / Schacht II | 1862       | 709   | 1980     | 50° 42′ 46,5″ N, 12° 31′ 9,1″ O    |
| Schacht III                       | 1871       | 704   | 1973     | 50° 42′ 42,5″ N, 12° 30′ 31,3″ O   |
| Schacht IV                        | 1874       | 613   | 1965     | 50° 42′ 29″ N, 12° 31′ 10,5″ O     |
| Schacht V                         | 1872       | 217   | 1893     | 50° 43′ 3,3″ N, 12° 31′ 9,1″ O     |
| Schacht VI                        | 1872       | 81    | 1893     | 50° 43′ 3,5″ N, 12° 31′ 15″ O      |

## Grubenunglück 1960

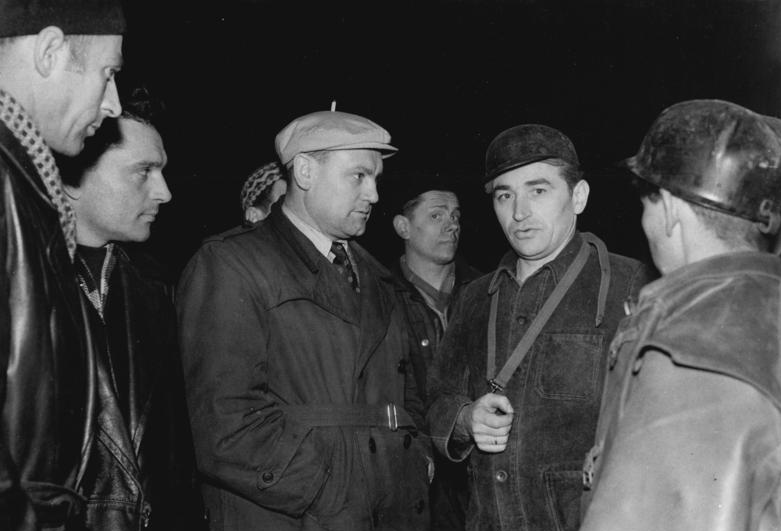
24. Februar 1960. Mit allen Mitteln werden die Rettungsarbeiten fortgesetzt. 106 Bergleute sind noch immer eingeschlossen. Tschechoslowakische Bergleute leisten Hilfe: Josef Nowak, Karel Beran, Josef Lukaczek im Gespräch mit Fritz Dörr, Willi Heidel und Karl Döhler.

Das Grubenunglück von Zwickau war das schwerste Grubenunglück in der Geschichte der DDR. Am 22. Februar 1960 kam es in der 1. Abteilung des Karl-Marx-Werkes um 8.20 Uhr zu einer schweren Schlagwetter- und Kohlenstaubexplosion mit anschließendem Grubenbrand. Von 178 Bergleuten konnten sich 55 retten, 123 kamen ums Leben. Die Rettungsarbeiten wurden mit der Hilfe von Grubenwehren aus allen Revieren der DDR und der Tschechoslowakei über mehrere Tage fortgesetzt. Etwa 500 Mann waren rund um die Uhr im Einsatz.
Der Grubenbrand konnte nicht gelöscht werden. Die Einsatzleitung beschloss nach fünf Tagen – da die Verschütteten nach menschlichem Ermessen nicht mehr am Leben sein konnten – den Abschnitt zuzumauern, damit sich das Feuer nicht ausbreiten konnte. Am 27. Februar 1960 fand im Zwickauer Lindenhof ein Staatstrauerakt statt.
Die Unglücksursache wurde durch das Ministerium für Staatssicherheit ermittelt, der Unfallbericht jedoch bis zum Ende der DDR nicht veröffentlicht. Über die Gründe dafür liegen keine gesicherten Informationen vor.

## Stilllegung
Die abnehmende Rentabilität des Steinkohlenabbaus zwang die DDR, diesen einzustellen (Beschluss 11/67 des Ministerrates der DDR vom 21. Dezember 1967). Als eines der ersten Werke wurde das Karl-Marx-Werk geschlossen. Am 1. Juli 1968 verlor das Karl-Marx-Werk seine Selbständigkeit und der Grubenbetrieb wurde als Betriebsteil „Karl Marx“ des Steinkohlenwerks „Martin Hoop“ von diesem aus weitergeführt.
In Vorbereitung der geplanten Schachtverwahrung (1969 bis 1973) wurde eine untertägige Förderverbindung (96-Querschlag) auf der −515–m-Sohle zwischen beiden Werken aufgefahren, um die Restfelder vom Martin-Hoop-Werk aus gewinnen zu können. Der Tagebetrieb, die Werkbahn und die Kokerei wurden durch den VEB Steinkohlenkokereien Zwickau „August Bebel“ übernommen und weitergeführt.
Bis zum Ende der DDR im Jahre 1990 existierten noch zahlreiche Gebäude und Anlagen, welche mittlerweile nahezu restlos beseitigt wurden.

## Bildergalerie

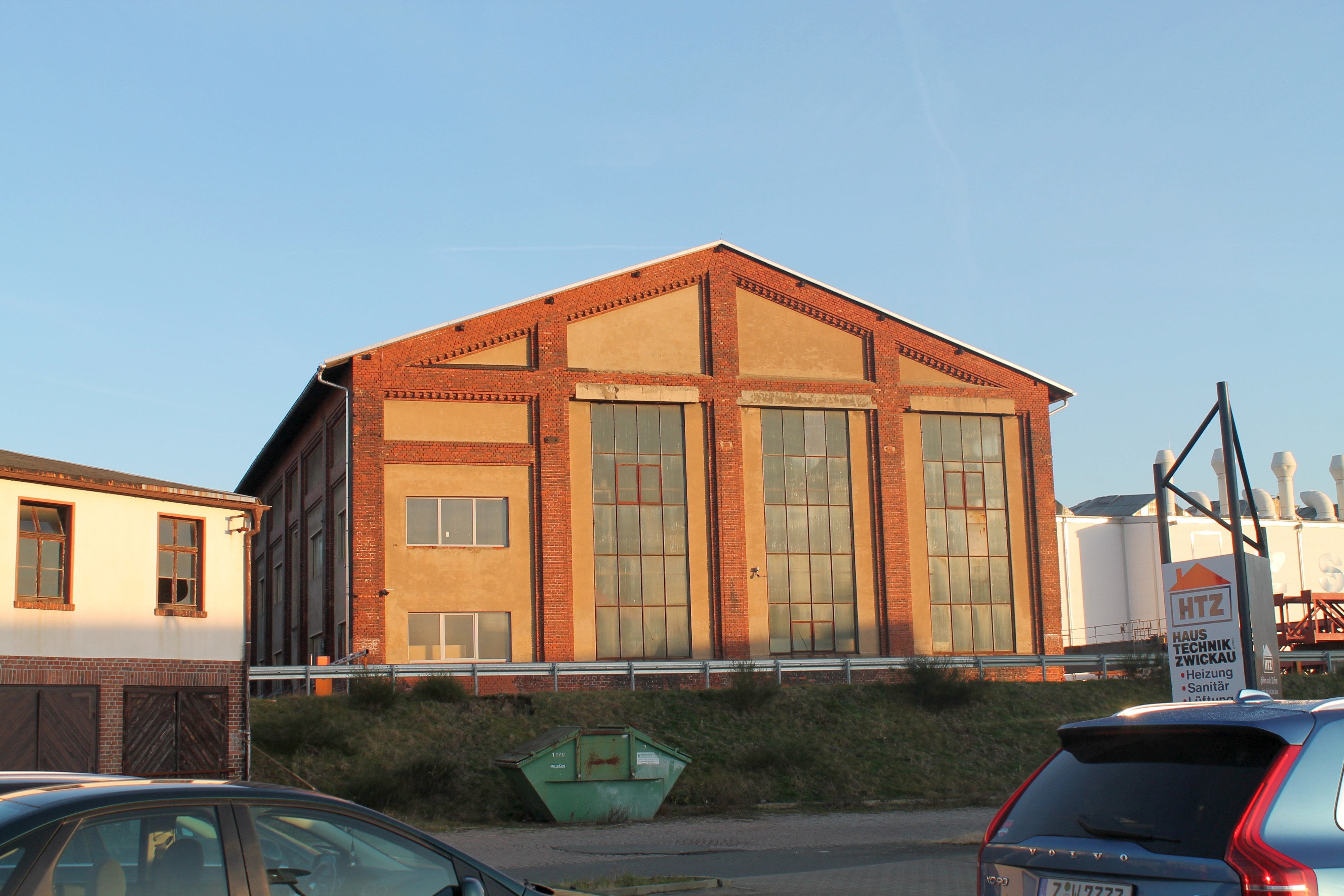
Fördermaschinengebäude Schacht I (2015)
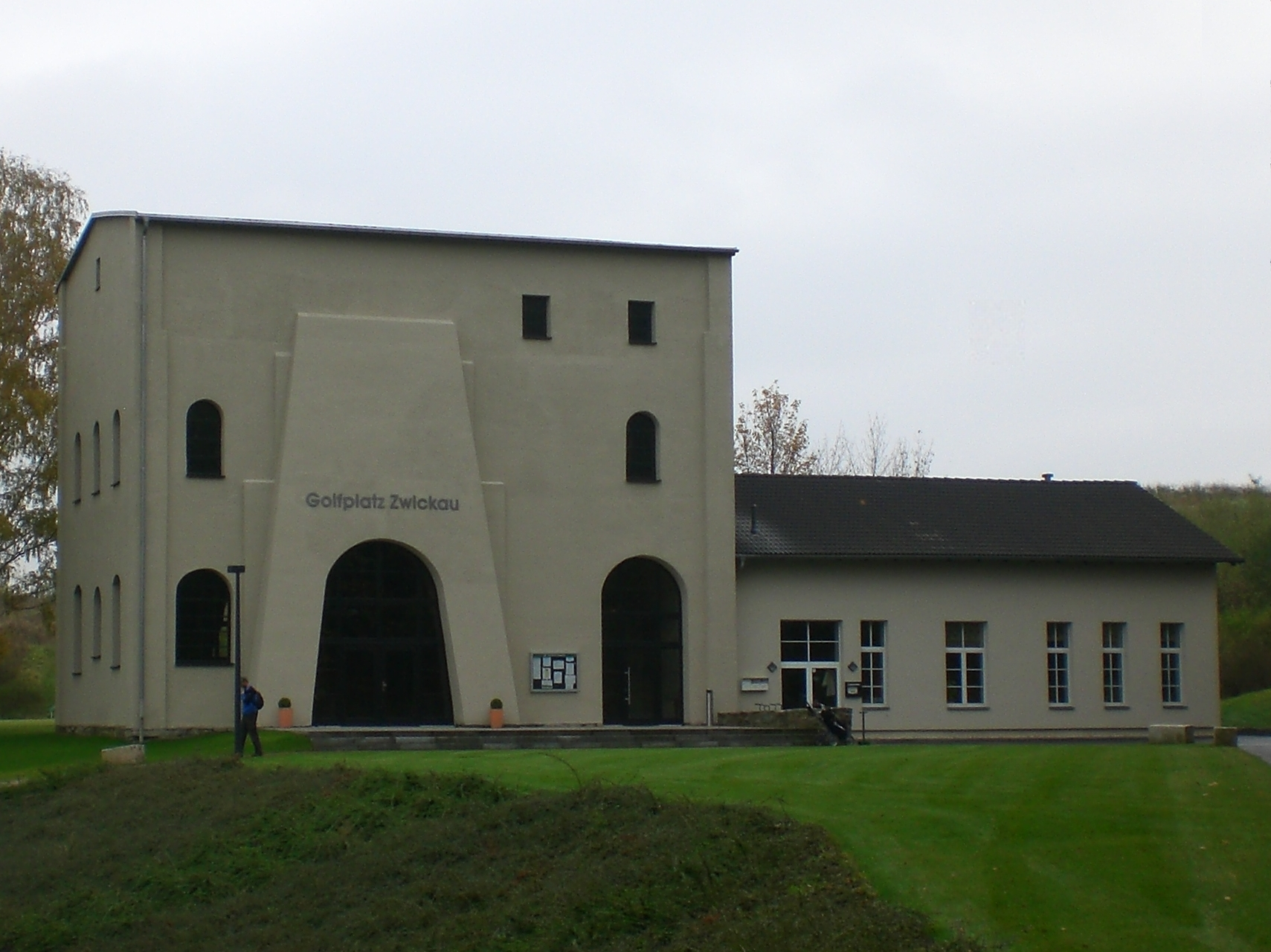
Schacht IV von Westen (Oktober 2009)
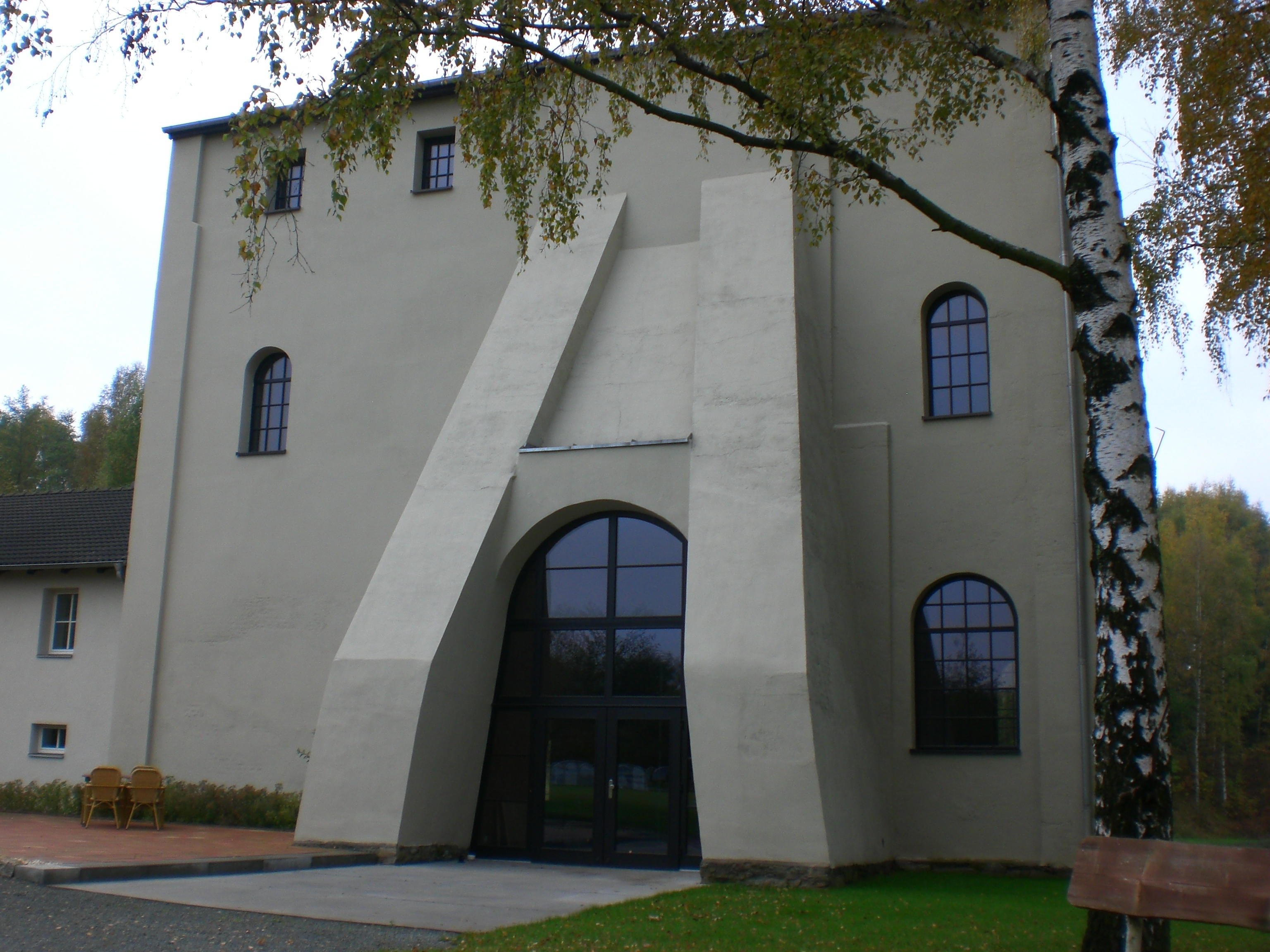
Schacht IV von Osten (Oktober 2009)
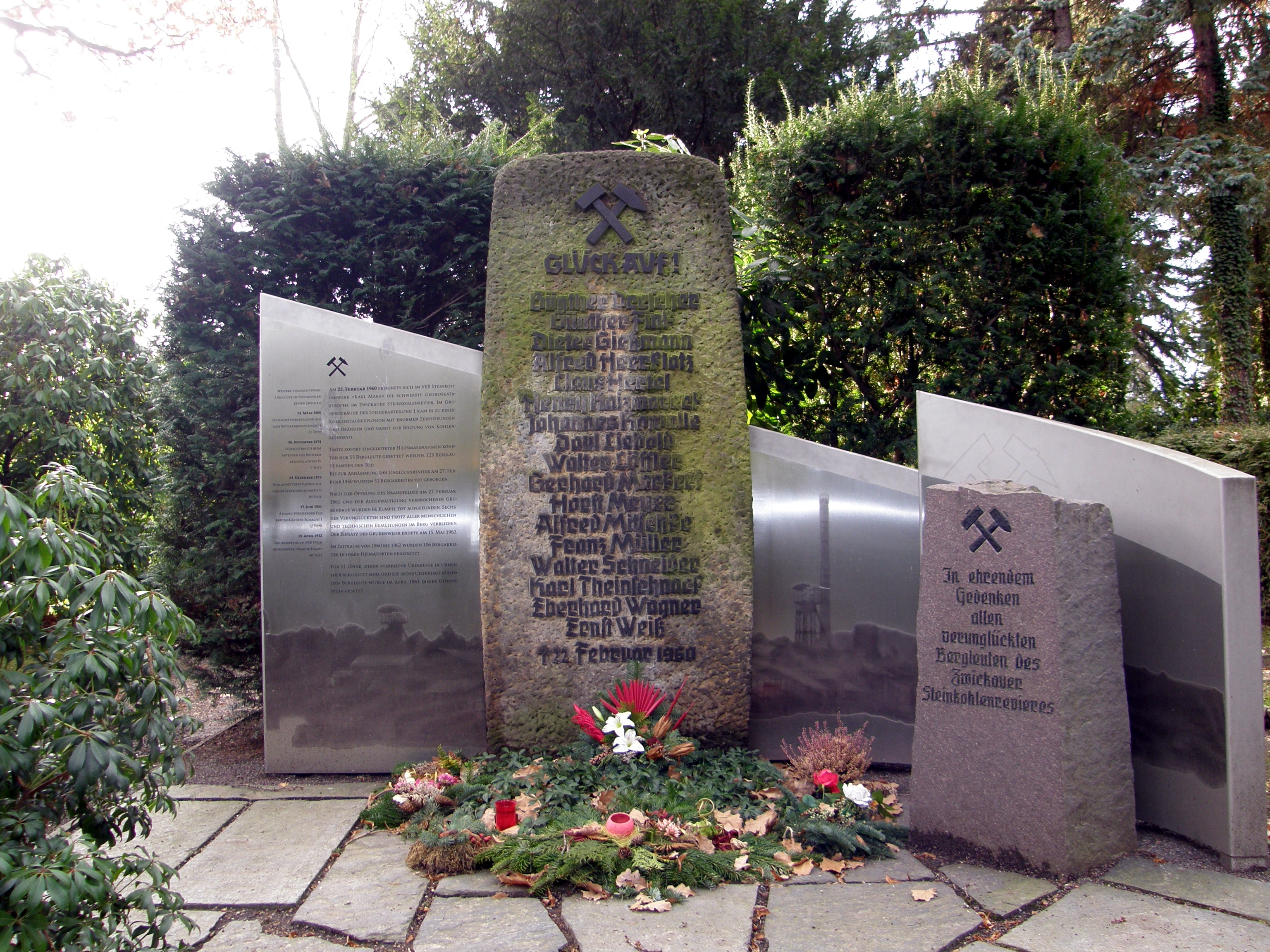
Denkmal für die Todesopfer des Grubenunglückes auf dem Zwickauer Hauptfriedhof (Dezember 2012)